# Большой Китяк
Большо́й Китя́к — село в Малмыжском районе Кировской области на реке Большая Китячка, административный центр Большекитякского сельского поселения.

## География
Село расположено на высоте 106 м над уровнем моря.

## Население
| 2010 |
| ---- |
| 367  |